# Oosterschelde (Schiff)

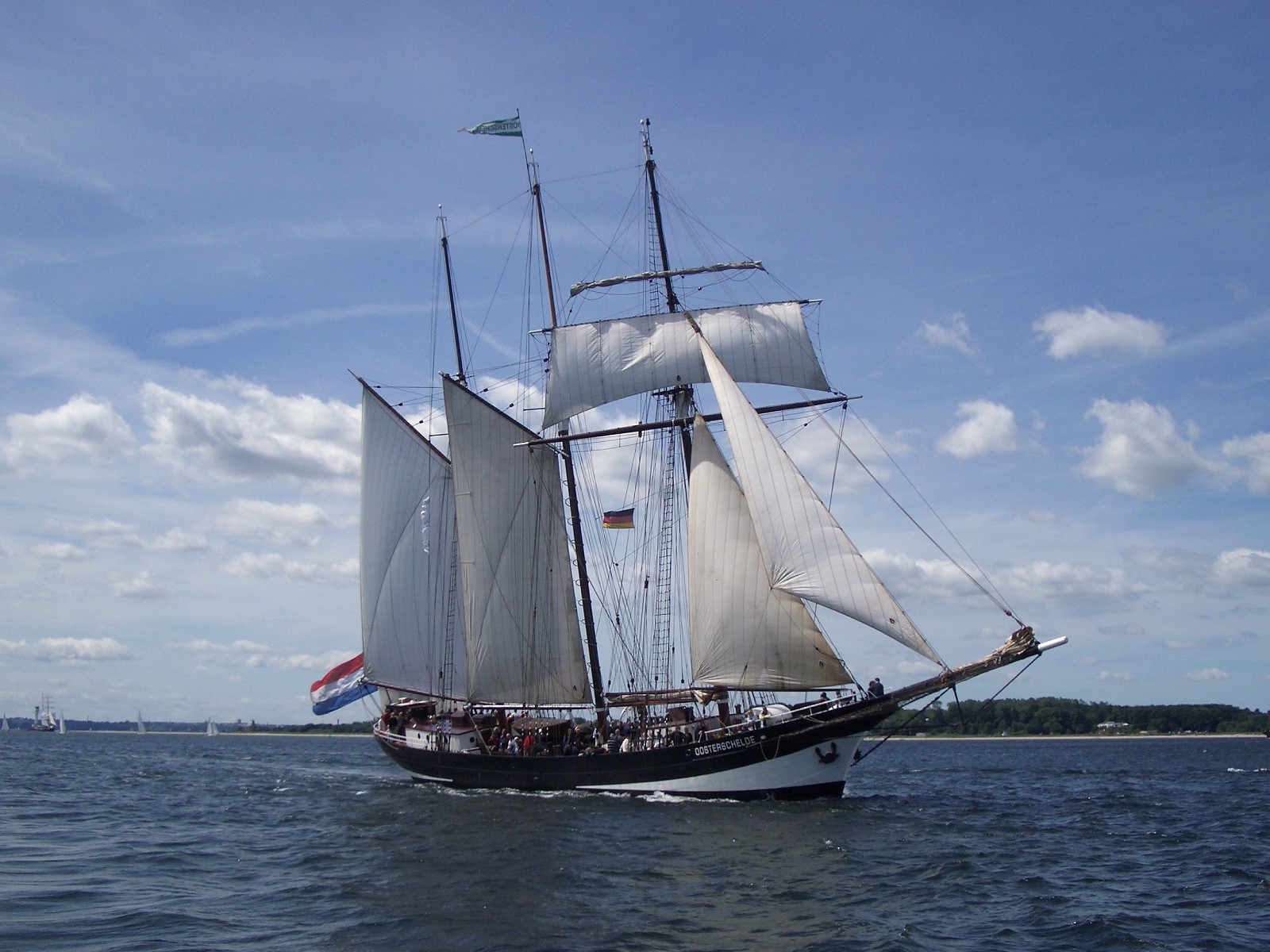
Die Oosterschelde auf der Kieler Woche 2005

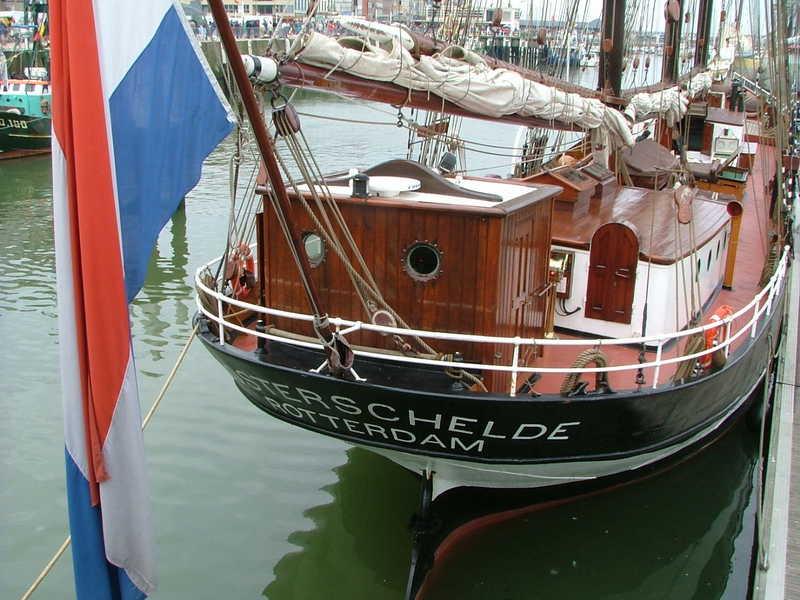
Blick von achtern über das Deck der Oosterschelde

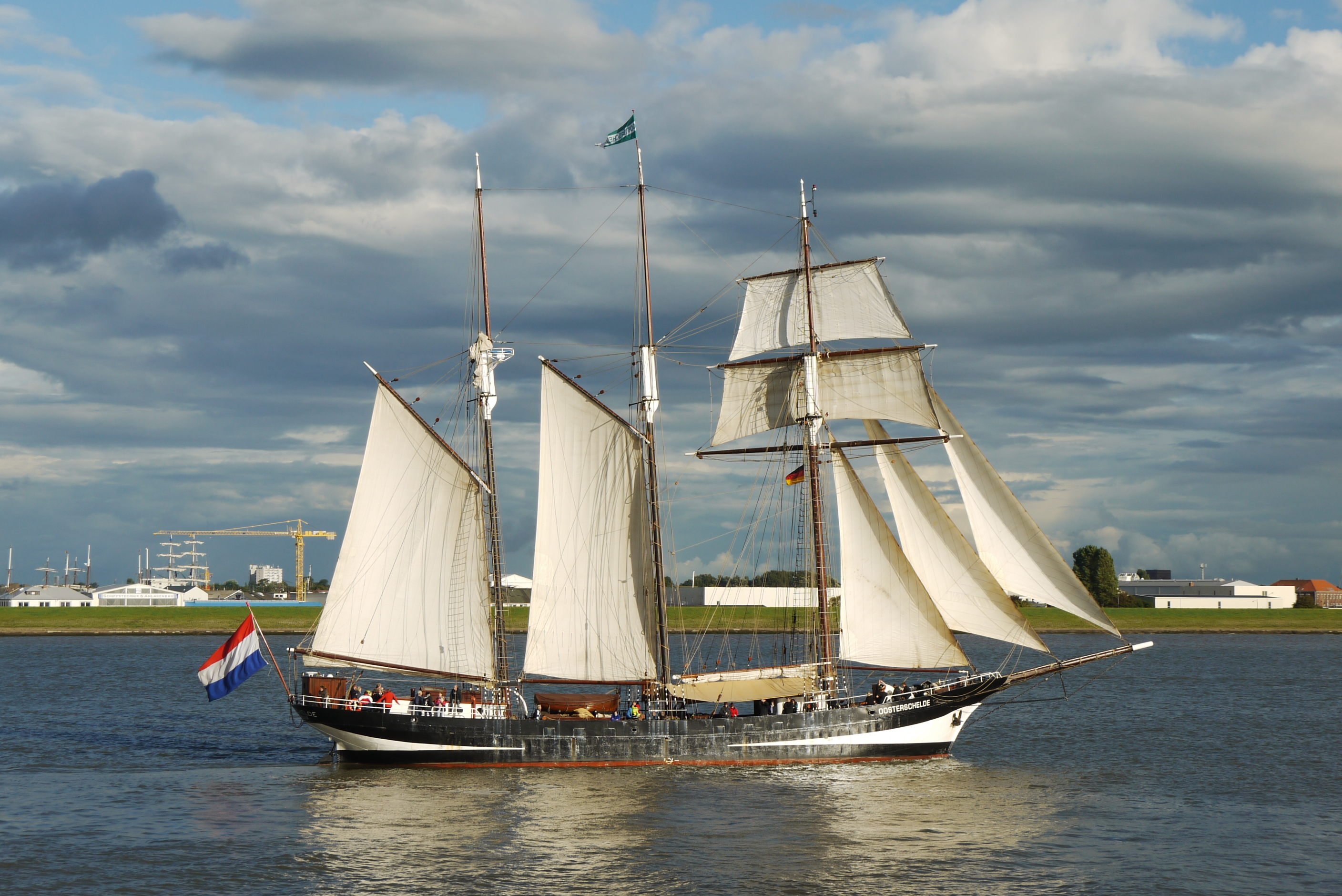
Die Oosterschelde 2010 auf der Außenweser

Die Oosterschelde – früher zeitweilig Fuglen II, dann Sylvan – ist ein dreimastiger Toppsegelschoner, der 1917 im niederländischen Zwartsluis vom Stapel lief. In den 1950er Jahren wurde das Schiff in einen reinen Motorfrachter umgebaut und in den 1980ern wieder in den Ursprungszustand versetzt. Die Oosterschelde gilt als einer der letzten Vertreter einer ganzen Flotte von Dreimast-Toppsegelschonern, die zu Beginn des 20. Jahrhunderts die niederländische Flagge in alle Welt trugen. Heute bietet das Schiff Mitfahrgelegenheiten für interessierte Gruppen zu Ein- und Mehrtagestörns.
Der Name Oosterschelde wird auf den Fluss Schelde zurückgeführt, der sich auf holländischem Gebiet in den westlichen (Schelde) und östlichen (Ooster) Flussteil gabelt.

## Geschichte
Bereits vor der Fertigstellung des Segelschiffs kaufte die Reederei HAAS aus Rotterdam die Oosterschelde im Sommer 1917. Im November lief das Schiff vom Stapel und wurde im Frühjahr 1918 ausgeliefert, um dann die nächsten drei Jahre als Frachtsegler unter Kapitän J. van de Lip hauptsächlich Ziegelsteine, Ton, Holz, Kartoffeln und Stroh auf der Nord- und Ostsee zu transportieren. 1921 wurde der Schoner an Kapitän Warnder Kramer aus Groningen verkauft, der damit die nächsten neun Jahre hauptsächlich das Mittelmeer, Europa und die Küsten Afrikas befuhr. 1930 erhielt der Segler eine neue Maschine, und das Rigg wurde vereinfacht. Zwischen 1932 und 1934 reduzierte man die Takelage erheblich, man entfernte den Besanmast und baute ein Ruderhaus sowie eine Brücke auf.
1936 kollidierte das Schiff mit dem Dampftrawler SN14 Ben Hope, nahm aber keinen schwerwiegenden Schaden. Im Mai 1939 schließlich wurde der Schoner an die dänische Reederei Fuglen in Ærøskøbing verkauft und erhielt den neuen Namen Fuglen II – es war damals das modernste Schiff der dänischen Flotte. Vier Jahre später erhielt die Fuglen II einen neuen, 119 PS starken Motor. 1943 erlitt das Schiff durch eine Kollision mit einer Mine einen erheblichen Schaden und wurde zwischen April und August in Svendborg wieder repariert.
1950 bekam das Schiff erneut einen stärkeren Motor, diesmal eine 240-PS-Maschine. Zwei Jahre später ereigneten sich weitere Kollisionen, diesmal mit dem Motorschiff Stentor und dem Motorsegler Christa – Kapitän A.K. Hansen übernahm anschließend die Schiffsführung. 1954 wurde das Schiff nach Schweden verkauft und fuhr die nächsten Jahre unter schwedischer Flagge mit dem neuen Namen Sylvan vorwiegend die baltischen Region. Dabei baute man das Schiff immer mehr zu einem reinen Motorfrachtschiff um.
Die Modernisierung wurde bis in die 1980er Jahre fortgeführt; 1981 erhielt das Schiff erneut einen neuen Hauptmotor, diesmal 360 PS stark. 1987 schließlich ging der Frachter an die Gesellschaft „Tallship Travel B.V.“ aus Nijmegen in die Niederlande. Das Schiff erhielt seinen ursprünglichen Namen Oosterschelde zurück, und die Stiftung „Het Rotterdamse Zeilschip“ wurde gegründet, um Geld für die Restaurierung und die Rückversetzung in den Ursprungszustand zu finanzieren.
1990 wurde die Oosterschelde an die B.V. Reederei Oosterschelde in Rotterdam übergeben, die mit der originalgetreuen Restaurierung begann. Unter der Berücksichtigung moderner Sicherheitsstandards wurde sie neu getakelt, der Rumpf generalüberholt und im Jahre 1992 durch Prinzessin Margriet wieder offiziell in den Dienst gestellt.
Zwischen 1996 und 1998 gelang die erste Weltumsegelung mit der Oosterschelde unter Kapitän Dick van Andel, Gerben Nab und Pieter Brantjes. Der Kurs führte sie über Indonesien, Japan, Neuseeland, mit anschließender Umrundung von Kap Hoorn und einem Besuch der Antarktis. Insgesamt legte der Dreimastschoner dabei eine Strecke von über 30.000 Seemeilen zurück.
In den 1990er Jahren nahm die Oosterschelde an vielen Segelveranstaltungen wie der Sail Bremerhaven (1995), der Sail Osaka (1997) und der Transatlantik-Regatta der Großsegler (2000) teil. Weitere Fahrten in die Karibik und Antarktis sowie regelmäßige Teilnahme an großen Seglerveranstaltungen folgten.
Von November 2012 bis März 2014 fand die zweite Weltumsegelung unter großem medialen Interesse statt. Während der gesamten Zeit war jeweils ein Kameramann an Bord, der die Reise dokumentierte. Aus dem Material wurde eine Dokumentation in 13 Teilen erstellt, welche im Niederländischen Fernsehsender 'RTV Rijnmond' ausgestrahlt wurde.
Bei einer Atlantiküberquerung im Februar 2016 rettete die Besatzung der Oosterschelde auf dem Atlantik einen Italienischen Einhandsegler, der in Seenot geraten war. Die Yacht war so schwer beschädigt, dass sie aufgegeben werden musste.
Heute werden auf dem Schiff hauptsächlich Ein- und Mehrtägige Reisen für Interessierte angeboten. Segelerfahrung ist dafür lt. der Reederei nicht unbedingt erforderlich. Die Reisen finden je nach aktuellem Programm weltweit statt und beinhalten sowohl Rundreisen (z. B. auf den Kapverden oder in der Karibik) als auch Ozeanüberquerungen. Für Events ist es außerdem möglich das gesamte Schiff zu chartern.

## Bilder

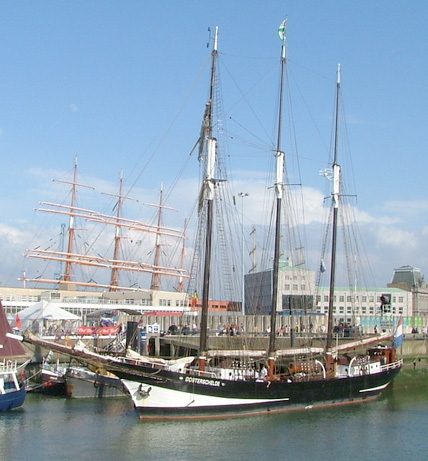
Die Oosterschelde in Oostende (Belgien)
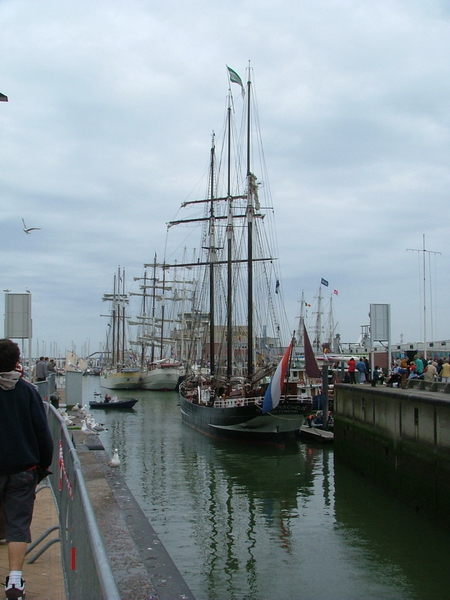
2005 in Oostende
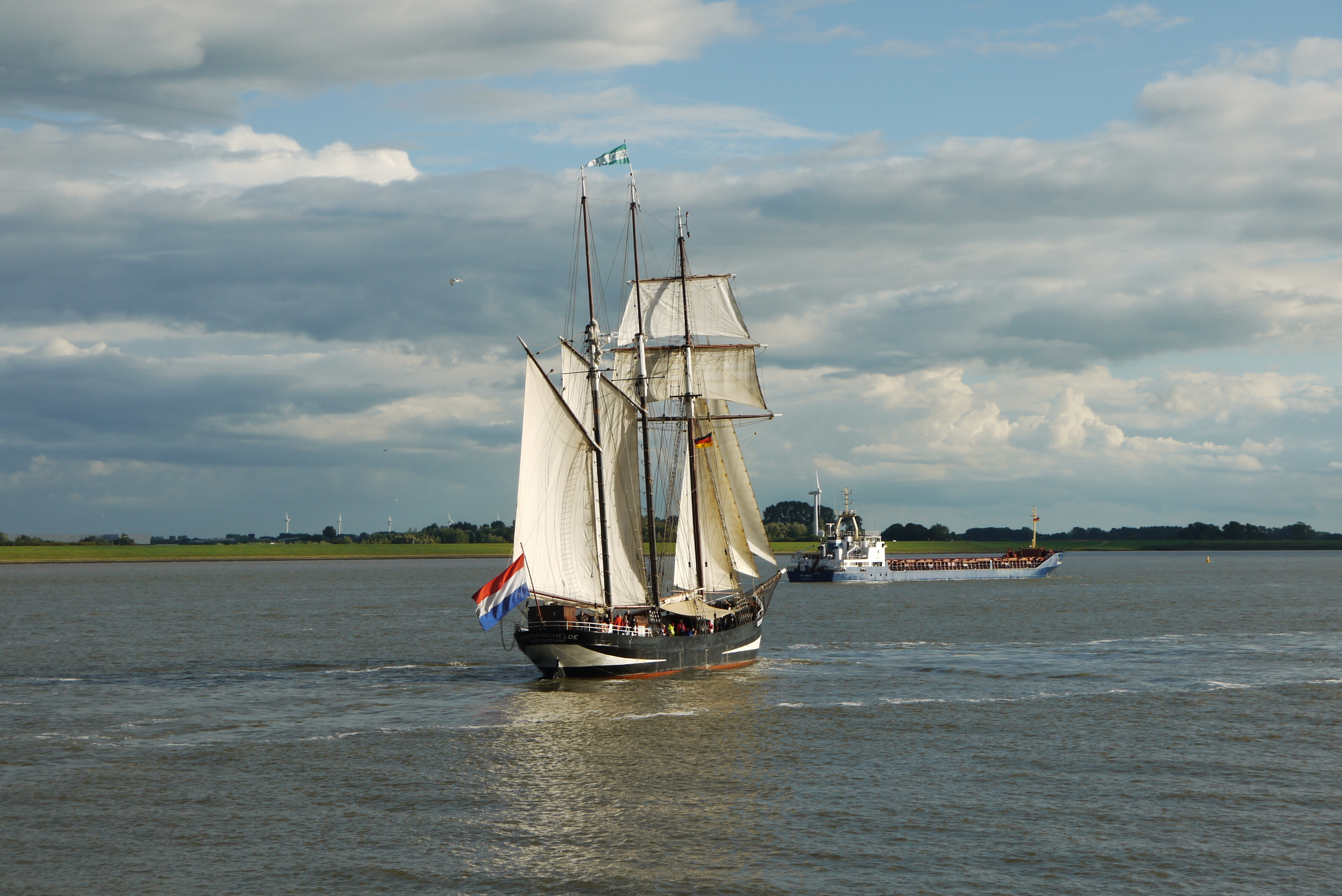
2010 auf der Außenweser
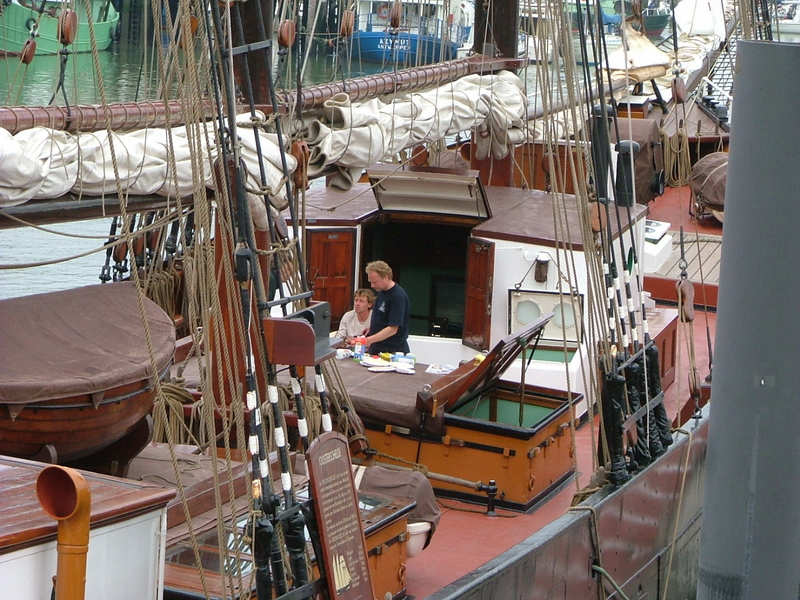
Deck der Oosterschelde

## Schiffsdaten
- Takeltyp: Toppsegelschoner
- Baujahr: 1917
- Heimathafen: Veerhaven, Rotterdam, Niederlande (51°54.40′ N, 004°28.73′ E)
- Länge: 50 m
- Breite: 7,5 m
- Tiefgang: 3 m
- Segelfläche: 891 m²
- Masthöhe: 36 m
- Rumpf: Stahl
- Motor: John Deere Diesel, 6 Zylinder (450 PS)

Quelle: